# Je me fais isekai pour la deuxième fois... Ça commence à faire beaucoup.
Je me fais isekai pour la deuxième fois... Ça commence à faire beaucoup. (異世界召喚は二度目です, Isekai shōkan wa nidome desu) est une série de light novels japonaise écrite par Kazuha Kishimoto et illustrée par 40hara. Elle est publiée sur le site Shōsetsuka ni narō entre mars 2015 et décembre 2016 par son auteur, puis neuf chapitres épilogues paraissent entre février 2017 et octobre 2020. Ses droits sont acquis par Futabasha, qui édite cinq volumes entre octobre 2015 et juillet 2017 sous le label Monster Bunko. Une adaptation en manga dessinée par Arashiyama est prépubliée en ligne sur le site Web Comic Action de Futabasha depuis juin 2018 et dix volumes tankōbon sont publiés en juin 2023. Une adaptation en série d'animation produite par Studio Elle est diffusée entre avril et juin 2023.

## Synopsis
Après avoir été invoqué dans un autre monde pour le sauver, Yuki Suzaki est devenu un héros très puissant. Il est ensuite revenu dans notre monde où il a vécu une vie de lycéen tout en cachant son pouvoir. Cependant, il finit par être à nouveau envoyé dans cet autre monde, cette fois-ci en compagnie de tous ses camarades de classe. Il décide de profiter de ce monde différent et de laisser les ennuis à ses camarades.

## Personnages
Setsu (セツ)
Voix japonaise : Shun'ichi Toki
Elka (エルカ, Eruka)
Voix japonaise : Kaori Maeda
Yûhi (夕陽, Yūhi)
Voix japonaise : Satomi Amano
Levia (リヴァイア, Rivaia)
Voix japonaise : Fairouz Ai
Desastre (デザストル, Dezasutoru)
Voix japonaise : Saori Ōnishi
Tôma (冬真, Tōma)
Voix japonaise : Takuma Nagatsuka
Shironeko (シロネコ)
Voix japonaise : Yui Ogura
Mineko (ミネコ)
Voix japonaise : Rina Honnizumi
Loa (ロア, Roa)
Voix japonaise : Satomi Akesaka
Ruri (ルリ)
Voix japonaise : Yurie Kozakai
Alize (アリゼ, Arize)
Voix japonaise : Miku Itō
Brad (ブラッド, Buraddo)
Voix japonaise : Kenji Akabane
Roi de Destinia (ディスティニア国王, Disutinia Kokuō)
Voix japonaise : Hozumi Gōda
Princesse de Destinia (王女, Ōjo)
Voix japonaise : Marie Hashimoto

## Production et supports

### Light novel
Une série littéraire écrite par Kazuha Kishimoto est publiée en ligne de mars 2015 à décembre 2016 sur le site Web d'édition de romans générés par les utilisateurs Shōsetsuka ni narō. Les droits de diffusion sont ensuite acquis par Futabasha, qui publie la série sous le label Monster Bunko sous forme de light novels illustrés par 40hara. L'histoire est achevée en cinq volumes, parus entre le 30 octobre 2015 et le 29 juillet 2017.

#### Liste des volumes
| no | Japonais        | Japonais          |
| no | Date de sortie  | ISBN              |
| -- | --------------- | ----------------- |
| 1  | 30 octobre 2015 | 978-4-575-75060-7 |
| 2  | 30 mars 2016    | 978-4-575-75081-2 |
| 3  | 30 août 2016    | 978-4-575-75102-4 |
| 4  | 30 janvier 2017 | 978-4-575-75121-5 |
| 5  | 29 juillet 2017 | 978-4-575-75149-9 |

### Manga
Une adaptation en manga dessinée par Arashiyama est prépublié en ligne sur le site Web Comic Action de Futabasha depuis juin 2018. Elle est assemblée en neuf volumes tankōbon en mars 2023.

#### Liste des volumes
| no | Japonais         | Japonais          |
| no | Date de sortie   | ISBN              |
| -- | ---------------- | ----------------- |
| 1  | 30 novembre 2018 | 978-4-575-41040-2 |
| 2  | 30 mai 2019      | 978-4-575-41058-7 |
| 3  | 28 décembre 2019 | 978-4-575-41093-8 |
| 4  | 30 juin 2020     | 978-4-575-41129-4 |
| 5  | 28 décembre 2020 | 978-4-575-41200-0 |
| 6  | 30 juin 2021     | 978-4-575-41262-8 |
| 7  | 28 décembre 2021 | 978-4-575-41347-2 |
| 8  | 12 août 2022     | 978-4-575-41446-2 |
| 9  | 30 mars 2023     | 978-4-575-41615-2 |
| 10 | 30 juin 2023     | 978-4-575-41680-0 |

### Anime
Le 26 octobre 2021, une adaptation en série d'animation est annoncée. Elle est produite par Studio Elle et réalisée par Motoki Nakanishi, avec des scripts écrits par Yukihito, des conceptions de personnages gérées par Mikako Kunii et une musique composée par Manzo. La série est diffusée entre le 9 avril et le 25 juin 2023 sur le bloc de programmation ANiMAZiNG!!! (ja) de la chaîne ABC et sur d'autres chaînes de télévision japonaise. La chanson thème d'ouverture intitulée Continue Distortion est interprétée par SSNiRVERGE∀, tandis que la chanson thème de fin Be ambitious!!! est interprétée par Maybe Me,. Crunchyroll diffuse la série hors de l'Asie.

#### Liste des épisodes
| No | Titre français                                                        | Titre japonais           | Titre japonais                  | Date de 1re diffusion |
| No | Titre français                                                        | Kanji                    | Rōmaji                          | Date de 1re diffusion |
| -- | --------------------------------------------------------------------- | ------------------------ | ------------------------------- | --------------------- |
| 1  | Je me fais isekai pour la deuxième fois… Ça commence à faire beaucoup | 異世界召喚は二度目です   | Isekai shōkan wa nidome desu    | 9 avril 2023          |
| 2  | Je pars en voyage pour la deuxième fois                               | 旅に出るのは二度目です   | Tabi ni deru no wa nidome desu  | 16 avril 2023         |
| 3  | Je fais frire un calamar pour la deuxième fois                        | イカ揚げるのは二度目です | Ika ageru no wa nidome desu     | 23 avril 2023         |
| 4  | Un cadeau pour la deuxième fois                                       | 贈り物は二度目です       | Okurimono wa nidome desu        | 30 avril 2023         |
| 5  | À sa poursuite pour la deuxième fois                                  | 追いかけるのは二度目です | Oikakeru no wa nidome desu      | 7 mai 2023            |
| 6  | Maître et disciple pour la deuxième fois                              | 師弟関係は二度目です     | Shitei kankei wa nidome desu    | 14 mai 2023           |
| 7  | Sur le continent bestial pour la deuxième fois                        | 獣人大陸は二度目です     | Jūjin tairiku wa nidome desu    | 21 mai 2023           |
| 8  | Je me bats en duel pour la deuxième fois                              | 決闘するのは二度目です   | Kettō suru no wa nidome desu    | 28 mai 2023           |
| 9  | Je me fais isekai pour la première fois                               | 異世界召喚は一度目です   | Isekai shōkan wa ichidome desu  | 4 juin 2023           |
| 10 | Sur le champ de bataille pour la deuxième fois                        | 戦場に来るのは二度目です | Senjō ni kuru no wa nidome desu | 11 juin 2023          |
| 11 | Je me donne à fond pour la deuxième fois                              | 本気出すのは二度目です   | Honki dasu no wa nidome desu    | 18 juin 2023          |
| 12 | Combat final pour la deuxième fois                                    | ラストバトルは二度目です | Rasuto batoru wa nidome desu    | 25 juin 2023          |